# Mirjam Pressler

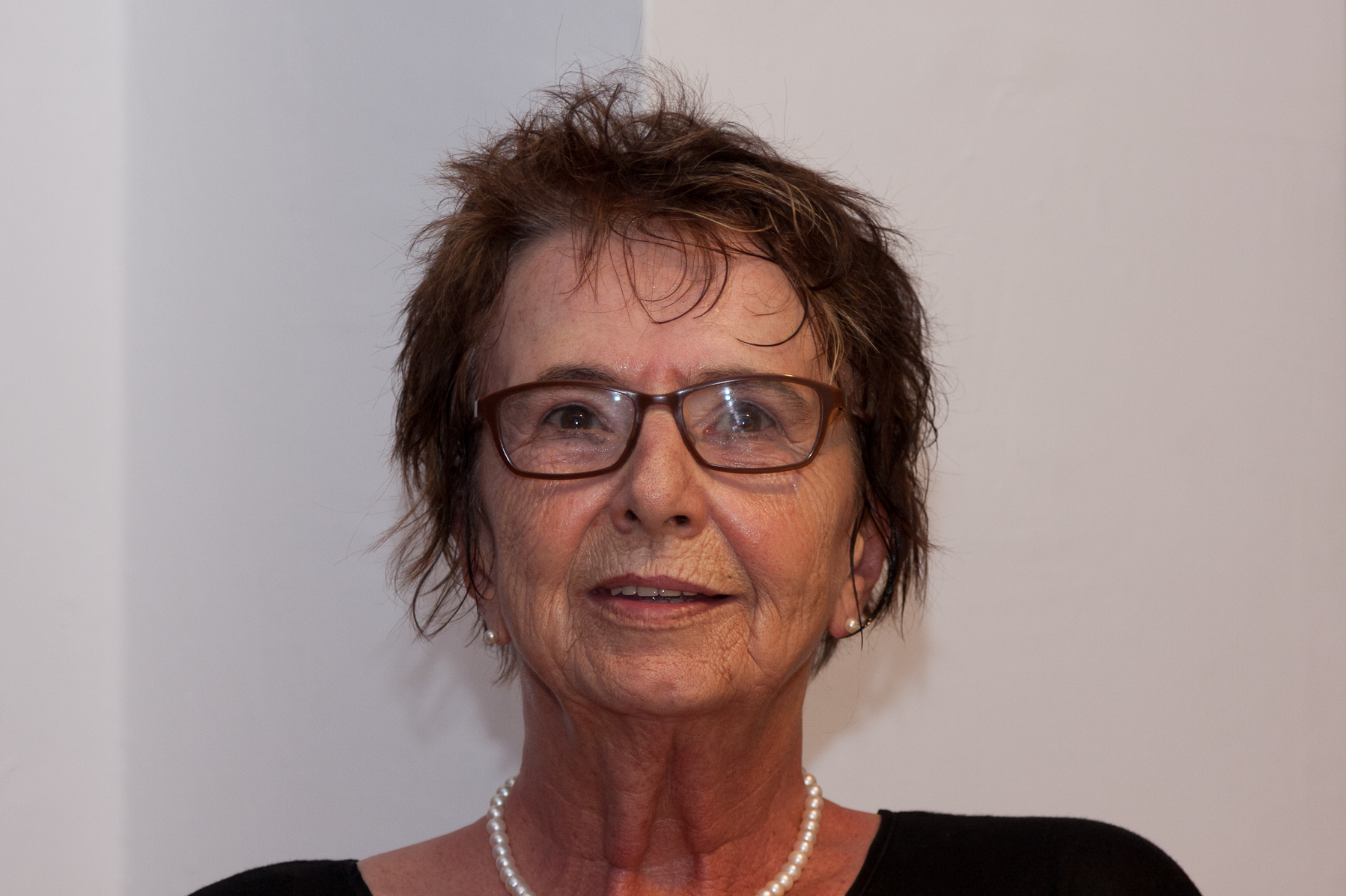
Mirjam Pressler bei einer Lesung im Berliner Anne Frank Zentrum, 2012

Mirjam Pressler (* 18. Juni 1940 als Marianne Gunkel in Darmstadt; † 16. Januar 2019 in Landshut) war eine deutsche Schriftstellerin und Übersetzerin. Sie gilt als eine der erfolgreichsten deutschen Kinder- und Jugendbuchautorinnen, schrieb aber auch Bücher für Erwachsene und übersetzte andere Autoren aus dem Hebräischen, dem Englischen, dem Niederländischen und dem Afrikaans ins Deutsche.

## Leben
Mirjam Pressler war ein nichteheliches Kind. So wuchs sie – wie damals nicht unüblich – in einer Pflegefamilie und in einem Heim auf. Mit elf Jahren kam sie in ein Internat und besuchte Gymnasien in Darmstadt und Bensheim. Ab 1957 studierte sie Freie Kunst an der Hochschule für Bildende Künste in Frankfurt am Main, brach das Studium jedoch 1959 ab. Pressler verbrachte ein Jahr in einem Kibbuz in Israel, konvertierte zum Judentum und heiratete 1964 einen in Braunschweig geborenen israelischen Fotografen. Gemeinsam bekamen sie drei Töchter. Nach der Trennung 1970 zog sie die Kinder in einer Wohngemeinschaft mit einer ebenfalls alleinerziehenden Frau auf. Sie fuhr Taxi und arbeitete acht Jahre lang halbtags im eigenen Jeans-Laden. Nach der Kündigung der Ladenimmobilie arbeitete sie als freie Schriftstellerin und Übersetzerin. Pressler übersetzte 500 Bücher ins Deutsche und verfasste selbst über 40 Kinder- und Jugendbücher.
Zuletzt lebte sie in Landshut, wo sie im Januar 2019 im Alter von 78 Jahren ihrer langen Krebserkrankung erlag. Pressler war Mitglied des PEN-Zentrums Deutschland.
Die Internationale Jugendbibliothek in München erhielt ihren literarischen Nachlass.

## Werk

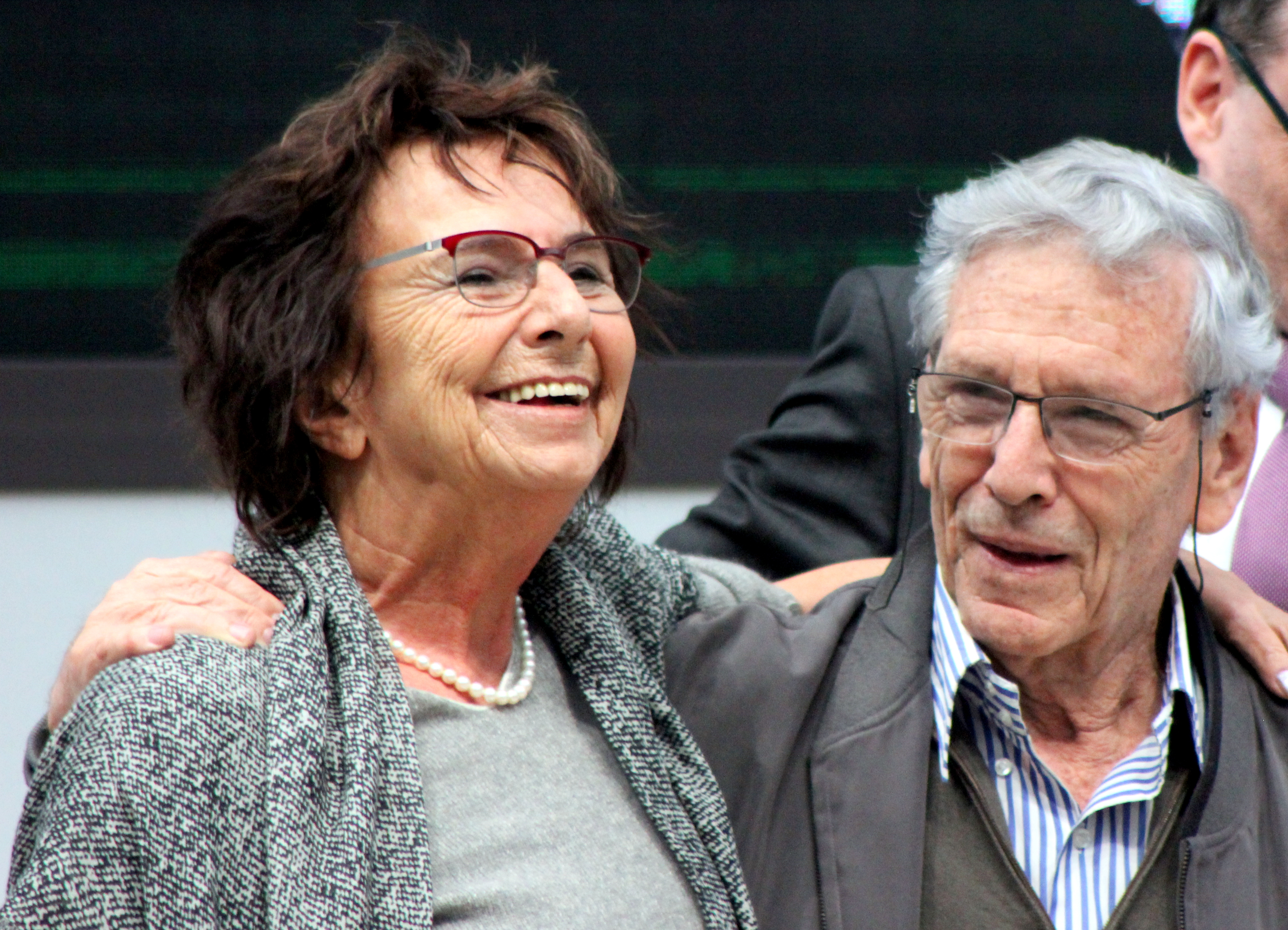
Mirjam Pressler und Amos Oz auf der Leipziger Buchmesse 2015

Für Bitterschokolade, ihre erste Geschichte, erhielt Pressler die wichtigste Auszeichnung für Debüts in der Kinder- und Jugendliteratur, den Oldenburger Jugendliteraturpreis. Dieses Buch war mit 400.000 verkauften Exemplaren ihr erfolgreichster Titel. Ihr Werk wuchs auf über fünfzig Titel an.
Ihre Bücher konfrontieren die Leser mit der Realität von Kindern und Jugendlichen in Gegenwart und Vergangenheit und stellen schwierige Lebenssituationen ins Zentrum. Sie enttäuschen jede Hoffnung auf einfache Lösungen. Am Ende scheint aber oft Zuversicht auf. Das Thema Holocaust zieht sich durch eine ganze Reihe ihrer Werke: In Malka Mai etwa steht der Überlebenskampf einer achtjährigen Jüdin im Zentrum.

„Ich finde es einfach spannend, wenn Menschen es hinkriegen, aus Scherben und Trümmern wieder etwas aufzubauen.“

Biographische, auch autobiographische Elemente flossen zwar oft in ihre Bücher ein, aber sie bildeten nur die Basis für die Geschichten.
Als Übersetzerin übertrug Mirjam Pressler mehr als 300 Titel aus dem Hebräischen, dem Englischen und dem Niederländischen ins Deutsche, darunter Werke von John Steinbeck (Von Mäusen und Menschen), Peter van Gestel, Uri Orlev (Lauf, Junge, lauf), Amos Oz (Unter Freunden, Judas, Sumchi), Lizzie Doron, Orly Castel-Bloom oder Zeruya Shalev. Als ein Hauptwerk gilt die von ihr übertragene Kritische Werkausgabe der Tagebücher von Anne Frank. Ihr Roman Grüße und Küsse an alle. Die Geschichte der Familie von Anne Frank stand im Mittelpunkt des Lesefestes Frankfurt liest ein Buch 2015.
Presslers letzter Roman Dunkles Gold, in dem ein Bogen von den Pestpogromen im Mittelalter zu aktuellen antisemitischen Entwicklungen geschlagen wird, erschien postum im März 2019.

## Bücher (Auswahl)
- Bitterschokolade. Beltz & Gelberg, Weinheim 1980, ISBN 3-407-80630-2.
- Kratzer im Lack. Roman. Beltz & Gelberg, Weinheim 1981, ISBN 3-407-74148-0.
- Nun red doch endlich. Kinderroman. Beltz & Gelberg, Weinheim 1981.
- Stolperschritte. Roman. Spectrum, Stuttgart 1981.
- Novemberkatzen. Kinderroman. Beltz & Gelberg, Weinheim 1982.
- Zeit am Stiel. Roman. Beltz & Gelberg, Weinheim 1982.
- Katharina und so weiter. Erzählung. Beltz & Gelberg, Weinheim 1984.
- Riesenkuß und Riesenglück. Oetinger, Hamburg 1984.
- Mit 64 stirbt man nicht. Kriminalroman. Fischer Taschenbuch, Frankfurt am Main 1986.
- Nickel Vogelpfeifer. Erzählung. Beltz & Gelberg, Weinheim 1986.
- Goethe in der Kiste. Loewe, Bindlach 1987.
- Bär Brumm Bär. Maier, Ravensburg 1988.
- Sieben und eine Hex. Hexengeschichten. Loewe, Bindlach 1992.
- Ich sehne mich so. Die Lebensgeschichte der Anne Frank. Beltz & Gelberg, Weinheim 1992, ISBN 3-407-74097-2.
- Der schönste Hund der Welt. Arena, Würzburg 1992.
- Auch Vampire können sich irren und andere Geschichten zum Gruseln. Arena, Würzburg 1994.
- Wenn das Glück kommt, muss man ihm einen Stuhl hinstellen. Roman. Beltz & Gelberg, Weinheim 1994, ISBN 3-407-79648-X.
- Die wundersame Reise des kleinen Kröterichs (mit Yaakov Shabtai). Hanser, München 1998.
- Shylocks Tochter. Venedig im Jahre 1568, Ghetto von Venedig 5327/8. Roman. Alibaba, Frankfurt am Main 1999.
- Ben und Lena freuen sich auf Weihnachten 2000.
- Malka Mai. Roman. Beltz & Gelberg, Weinheim 2001.
- Für Isabel war es Liebe. Roman. Beltz & Gelberg, Weinheim 2002.
- Die Zeit der schlafenden Hunde. Roman. Beltz & Gelberg, Weinheim 2003.
- Rosengift. Roman. Bloomsbury, Berlin 2004.
- Wundertütentage. Roman für Kinder. Beltz & Gelberg, Weinheim 2005.
- Alle Geschichten von Jessi. Beltz & Gelberg, Weinheim 2006, ISBN 3-407-78936-X.
- Golem, stiller Bruder. Roman. Beltz & Gelberg, Weinheim 2007, ISBN 978-3-407-81021-2.
- Nathan und seine Kinder. Beltz & Gelberg, Weinheim 2009, ISBN 978-3-407-81049-6.
- „Grüße und Küsse an alle“. Die Geschichte der Familie von Anne Frank (mit Gerti Elias). S. Fischer, Frankfurt am Main 2009, ISBN 978-3-10-022303-6.
- Ein Buch für Hanna. Roman. Beltz & Gelberg, Weinheim 2011, ISBN 978-3-407-81079-3.
- Guten Morgen, gute Nacht. Gedichte, ill. v. Helga Bansch. Beltz & Gelberg, Weinheim 2011, ISBN 978-3-407-79338-6.
- Wer morgens lacht. Roman. Beltz & Gelberg, Weinheim 2013, ISBN 978-3-407-81143-1.
- Was wir schon alles können! podolino, Blindach 2016, ISBN 978-3-8112-3393-5.
- Ich bin’s, Kitty. Aus dem Leben einer Katze. Roman, ill. v. Rotraut Susanne Berner. Beltz & Gelberg, Weinheim 2018, ISBN 978-3-407-82357-1.
- Spukgeschichten. Mit Bildern von Erhard Dietl. Arena, Würzburg 2018, ISBN 978-3-401-71103-4.
- Dunkles Gold. Roman. Beltz & Gelberg, Weinheim 2019, ISBN 978-3-407-81238-4.

## Auszeichnungen und Ehrungen
- 1980: Oldenburger Kinder- und Jugendbuchpreis, für Bitterschokolade
- 1981: La vache qui lit, für Stolperschritte
- 1994: Deutscher Jugendliteraturpreis, Sonderpreis Übersetzung
- 1995: Deutscher Jugendliteraturpreis, für Wenn das Glück kommt, muß man ihm einen Stuhl hinstellen
- 1995: La vache qui lit, für Wenn das Glück kommt, muß man ihm einen Stuhl hinstellen
- 1998: Friedrich-Bödecker-Preis
- 1998: Bundesverdienstkreuz 1. Klasse des Verdienstordens der Bundesrepublik Deutschland
- 2001: Carl-Zuckmayer-Medaille
- 2001: Großer Preis der Deutschen Akademie für Kinder- und Jugendliteratur e. V. Volkach
- 2001: Eule des Monats der Zeitschrift Bulletin Jugend & Literatur
- 2001: La vache qui lit, für Malka Mai
- 2002: Pro meritis scientiae et litterarum
- 2002: Deutscher Bücherpreis, für Malka Mai
- 2004: Deutscher Bücherpreis, für ihr Lebenswerk
- 2004: LesePeter Februar, für Die Zeit der schlafenden Hunde
- 2005: Deutsche Medialen, für das Buch Robin Hood
- 2006: Bayerischer Verdienstorden
- 2008: Esel des Monats März der Zeitschrift Eselsohr für Shylocks Tochter
- 2008: Jane Scatcherd-Preis der Heinrich Maria Ledig-Rowohlt-Stiftung
- 2009: Corine – Internationaler Buchpreis, für Nathan und seine Kinder
- 2010: Deutscher Jugendliteraturpreis, Sonderpreis für das Gesamtwerk
- 2013: Buber-Rosenzweig-Medaille
- 2015: Preis der Leipziger Buchmesse für die Übersetzung aus dem Hebräischen von Amos Oz: Judas (Kategorie: Übersetzung)
- 2015: Internationaler Literaturpreis – Haus der Kulturen der Welt für die Übersetzung von Judas von Amos Oz
- 2017: Literaturpreis der Landeshauptstadt München für das Gesamtwerk
- 2017: Kulturpreis der Stadt Landshut
- 2018: Friedenspreis der Geschwister Korn und Gerstenmann-Stiftung (mit Lizzie Doron)
- 2018: Großes Bundesverdienstkreuz des Verdienstordens der Bundesrepublik Deutschland[11] für ihren „herausragenden Einsatz für die Völkerverständigung insbesondere zwischen Israel und Deutschland und die Erinnerung an das nationalsozialistische Unrecht“[1]

In Darmstadt-Kranichstein wurde eine Straße nach Mirjam Pressler benannt.
Das Jüdische Museum Frankfurt widmete Mirjam Pressler 2024 eine eigene Wechselausstellung. Die Ausstellung ist 2025 in Erfurt zu sehen.

## Verfilmungen
- 1986: Novemberkatzen, Regie: Sigrun Koeppe
- 1991: Die Honigkuckuckskinder (Mitarbeit am Drehbuch), Regie: Willy Brunner